# S'Illot-Cala Morlanda
S'Illot-Cala Morlanda constitueix un nucli urbà turístic i residencial de Manacor que als darrers anys ha experimentat un creixement considerable que ha alterat les seves característiques urbanes. Tot i així, bona part de la seva primera línia conserva encara moltes característiques naturals, i en tot moment el contacte entre l'entramat urbà i la mar està separat per les roques característiques de la zona.

## Història
S'Illot-Cala Morlanda va començar com un petit nucli pesquer al llarg de la costa est de Mallorca, a la zona que actualment forma part del municipi de Manacor. Els primers registres de la zona daten del segle XVIII, tot i que l'auge com a destinació turístic no arribaria fins a la segona meitat del segle XX. A l'inici, la zona estava gairebé deshabitada, amb algunes cases de pescadors i una petita activitat agrícola local.
Durant els anys 1960 i 1970, S'Illot va començar a veure's afectat pel boom turístic de Mallorca, que va portar a un ràpid desenvolupament de la zona. Aquest creixement es va caracteritzar per la construcció d'infraestructures turístiques, com hotels i apartaments, que van transformar profundament el paisatge i la demografia de la localitat. Les platges, prèviament poc accessibles, es van convertir en un atractiu destacat per als turistes, fet que va consolidar la localitat com una destinació popular durant la temporada estival.
Malgrat aquest creixement urbanístic, S'Illot ha mantingut un cert caràcter tradicional en algunes de les seves zones. Avui dia, la part costanera continua sent un punt de referència per a aquells que busquen un espai natural relativament ben conservat, amb la proximitat de la mar separada de les àrees urbanes per formacions rocoses típiques de la zona.
L'impacte del turisme ha estat important, tant per a l'economia local com per a les dinàmiques socials. El municipi de Manacor, i en particular S'Illot, ha vist un creixement constant de la seva població, acompanyat d'un augment dels serveis locals i d'infraestructures necessàries per atendre els residents i visitants.

## Evolució de la població
La població de S'Illot-Cala Morlanda ha experimentat un creixement significatiu en els darrers 25 anys. Segons les dades de l'Institut Nacional d'Estadística (INE), en l'any 2000 la població total era de 1.189 habitants, mentre que el 2024 ha arribat als 2.362 habitants, amb un increment d'aproximadament un 100%, és a dir, ha doblat els habitants.
El creixement ha estat destacat tant en la població masculina com femenina, tot i que la distribució per sexes ha variat lleugerament. El 2000, el nucli poblacional comptava amb 1.102 habitants, dels quals 562 eren homes i 540 eren dones. El 2024, el nucli ha augmentat fins als 2.228 habitants, amb 1.154 homes i 1.074 dones. Aquest creixement és visible tant en homes com en dones, amb un lleuger increment en el nombre d'homes.
Pel que fa a la població disseminada, el 2000 hi havia 87 habitants (42 homes i 45 dones), mentre que el 2024 aquesta xifra ha pujat fins a 134 habitants (71 homes i 63 dones), amb un augment notable especialment en la població masculina.
Aquest increment de la població pot estar vinculat a diversos factors, com l'expansió de la urbanització, l'augment del turisme i la millora de les infraestructures, que han fet que la zona sigui més atractiva per a nous residents, tant per part de la població local com de persones de fora.
Segons les dades del Padró Continu a 1 de gener de 2022-darreres dades publicades segregades-, la distribució per edats és la següent:
- De 0 a 9 anys, la població és de 186 persones, amb una lleugera majoria de nens i nenes en els primers anys de vida.
- De 10 a 19 anys, hi ha un total de 230 persones, una xifra que reflecteix la presència d'adolescents i joves adultes a la zona.
- De 20 a 29 anys, el grup de joves adults compta amb 324 persones, la qual cosa indica que la localitat és també atractiva per a persones d'aquesta edat, sovint vinculades al mercat laboral o a estudis postsecundaris.
- De 30 a 39 anys, el grup de persones adultes mitjanes està format per 314 persones, continuant amb una presència destacada d'adults joves i establerts a la zona.
- De 40 a 49 anys, la població és de 355 persones, el que evidencia una forta representació de persones en plena etapa professional i familiar.
- De 50 a 59 anys, la població total és de 360 persones, amb una clara presència de persones en edat madura, consolidada en les seves ocupacions i vida familiar.
- De 60 a 69 anys, aquest grup compta amb 206 persones, mostrant una comunitat d'adults més grans, amb tendència a la jubilació pròxima.
- De 70 a 79 anys, hi ha 85 persones, una xifra que indica un grup de persones majors que probablement gaudeixen de la tranquil·litat de la localitat.
- De 80 a 89 anys, el grup de persones de més edat és de 42 persones, mentre que les persones de 90 anys o més són 6, destacant que la població d'edat avançada segueix sent petita.

Aquesta distribució demogràfica revela una població predominantment adulta, amb un percentatge destacat d'individus d'entre 30 i 59 anys, que representen la majoria de la població activa de la zona. Tot i això, la presència de joves i de persones grans també contribueix a una estructura demogràfica equilibrada.

## Transport públic
S'Illot-Cala Morlanda disposa de diverses línies de transport públic que connecten la zona amb altres municipis de Mallorca. Una de les parades de bus més destacades és la parada S'Illot 1 (Codi de parada: 33067), situada a les coordenades 39.5644° de latitud i 3.370815° de longitud. Aquesta parada és servida per les línies de bus següents:
- Línia 401 Cala Millor-Palma
- Línia 424 Cala Rajada-Portocristo
- Línia 425 Cala Bona-Portocristo
- Línia A42 Cala Bona-Aeroport

Aquestes línies proporcionen connexió amb diversos punts d'interès de la zona, així com amb altres localitats de Mallorca, facilitant l'accés als residents i visitants. Hi ha la parada S'Illot 2 (Codi de parada: 33068), situada a les coordenades 39.564537° de latitud i 3.37084° de longitud que fa el sentit invers.

## Serveis
Hi ha l'escola CEIP Talaiot, que compta amb 2n cicle d'Ed. Infantil fins a 3r cicle d'Ed. Primària- i la Unitat Bàsica de Salut de s'Illot que depèn orgànicament del Centre de Salut de Porto Cristo (CS Porto Cristo).

## Festes
Les festes son a l'agost, envoltant el 15 d'agost, Mare de Déu de l’Assumpta.

## Esports
Té un equip de futbol, el C.D. S'illot que actualment (2024/2025) juga a la Segona Regional de Mallorca.

## Política
S'Illot-Cala Morlanda forma part del municipi de Manacor, el qual està governat per l'Ajuntament de Manacor. A nivell local, la política de la zona està influenciada per les decisions preses a l'ajuntament, però també hi ha diversos grups polítics que tenen representació al nucli, inclòs un partit polític local anomenat "Silloters i Simpatitzants (SyS)", que es presenta regularment a les eleccions municipals de Manacor. Aquest partit, tot i ser relativament petit, busca defensar els interessos i les particularitats de les zones costaneres com S'Illot-Cala Morlanda, fent èmfasi en el desenvolupament sostenible, la millora dels serveis locals i la preservació de l'entorn natural.
A més, S'Illot-Cala Morlanda participa activament en les decisions sobre urbanisme i turisme, àrees que tenen un impacte directe sobre la seva economia i qualitat de vida. Les qüestions relacionades amb l'augment de la població i el turisme de masses són temes clau en els debats polítics locals, amb diferents partits que proposen solucions per equilibrar el creixement amb la preservació del paisatge i el benestar dels habitants.
Durant les darreres eleccions municipals del 2023, celebrades al districte electoral de S'Illot (que inclou dues meses electorals), els resultats van ser els següents:
- AIPC/SYS: 213 vots (34,52%)
- PSIB-PSOE - Partit Socialista de les Illes Balears: 142 vots (23,01%)
- MÉS per Mallorca: 98 vots (15,88%)
- PP - Partit Popular de les Illes Balears: 80 vots (12,97%)
- VOX: 53 vots (8,59%)
- Unidos Podemos: 16 vots (2,59%)
- El PI - Proposta per les Illes Balears: 8 vots (1,30%)
- Nou Ordre Nacional: 2 vots (0,32%)

Els resultats mostren que el partit local AIPC/SYS va ser el més votat, amb un 34,52% dels vots, seguit pel PSIB-PSOE, que va obtenir el 23,01%. El MÉS per Mallorca va quedar en tercera posició amb el 15,88% dels vots, mentre que el PP va aconseguir el 12,97%. Altres partits, com VOX i Unidas Podemos, van obtenir resultats més baixos.
Les eleccions van reflectir una gran varietat d'opinions polítiques, amb un important suport al partit local, que continua defensant els interessos de la zona en el marc del municipi de Manacor.

### Dades del col·legi electoral de S'Illot (2023)
El col·legi electoral de S'Illot va registrar les següents dades durant les eleccions municipals de 2023:
- Cens electoral: 1.441 persones
- Abstenció: 815 persones (56,56%)
- Vot emès: 626 persones (43,44%)
- Vot nul: 9 vots (1,44%)
- Vot vàlid: 617 vots (98,56%)
- Vot en blanc: 5 vots (0,81%)
- Vot a candidatura: 612 vots (99,19%)

Aquestes dades reflecteixen una alta taxa d'abstenció (56,56%) i una participació activa en els vots vàlids (98,56%), amb només un petit percentatge de vots nuls i en blanc. El resultat destaca una clara preferència per les candidatures polítiques, amb un 99,19% dels vots emesos destinats a candidatures concretes.

## Galeria

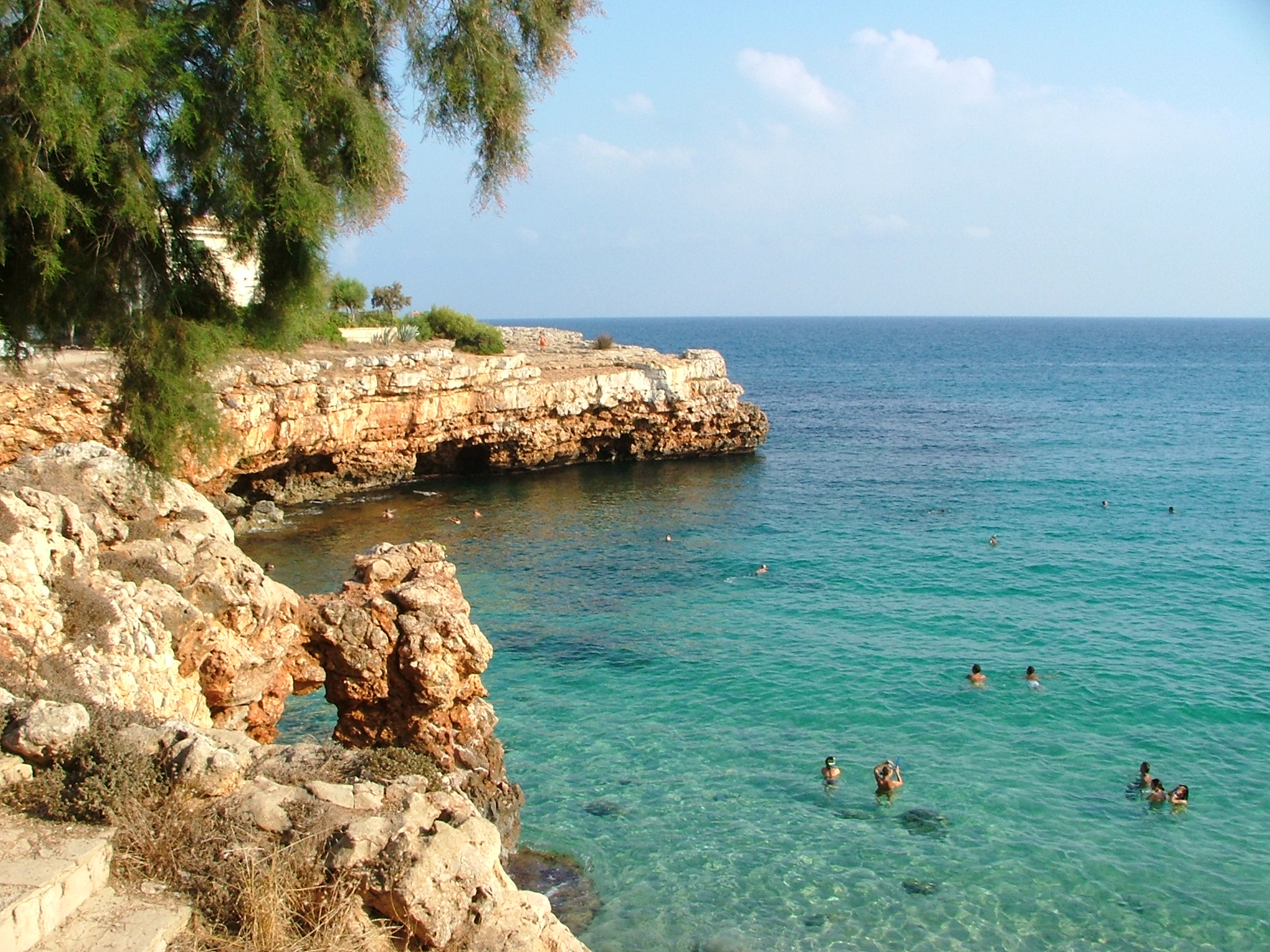
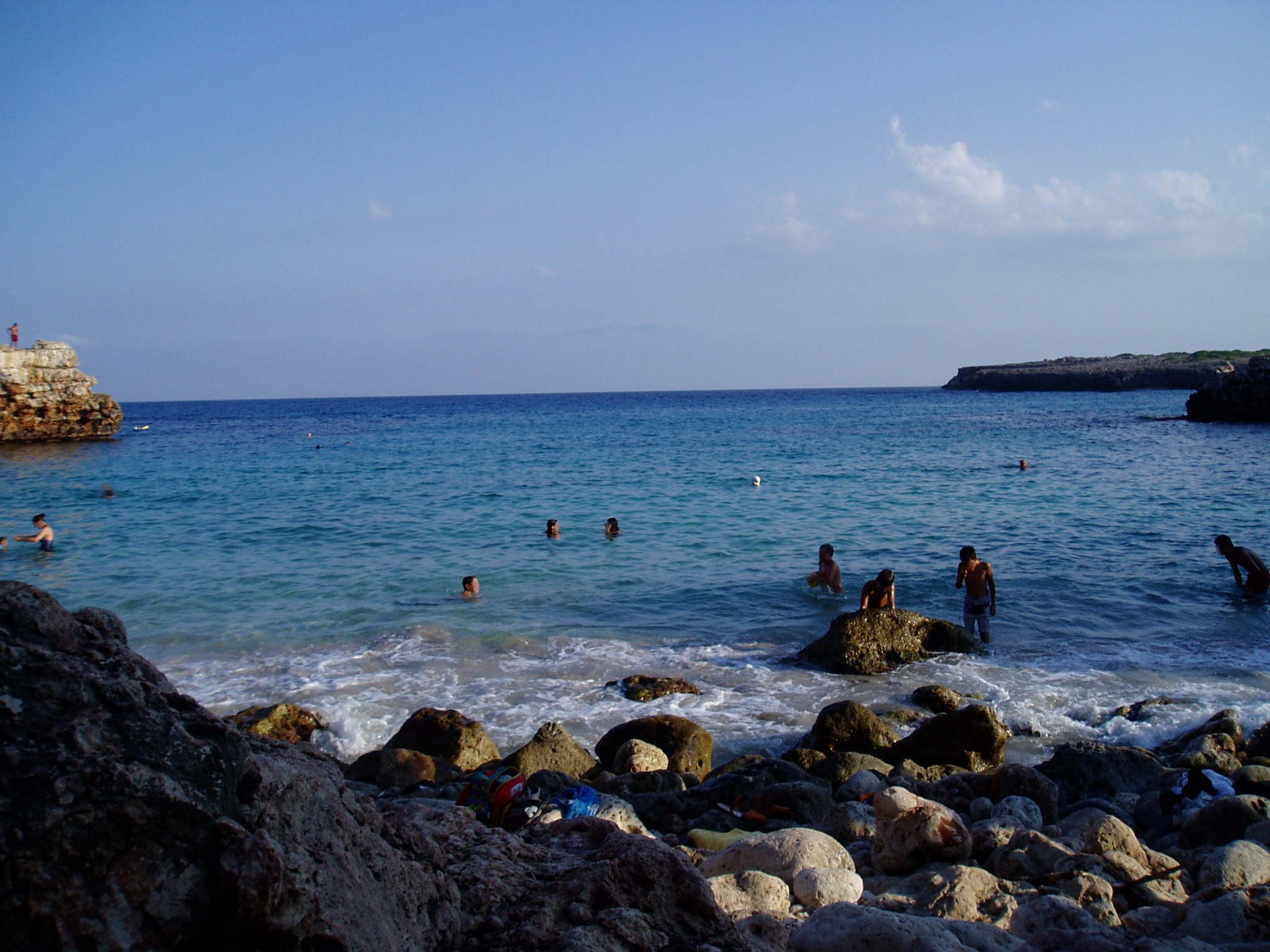
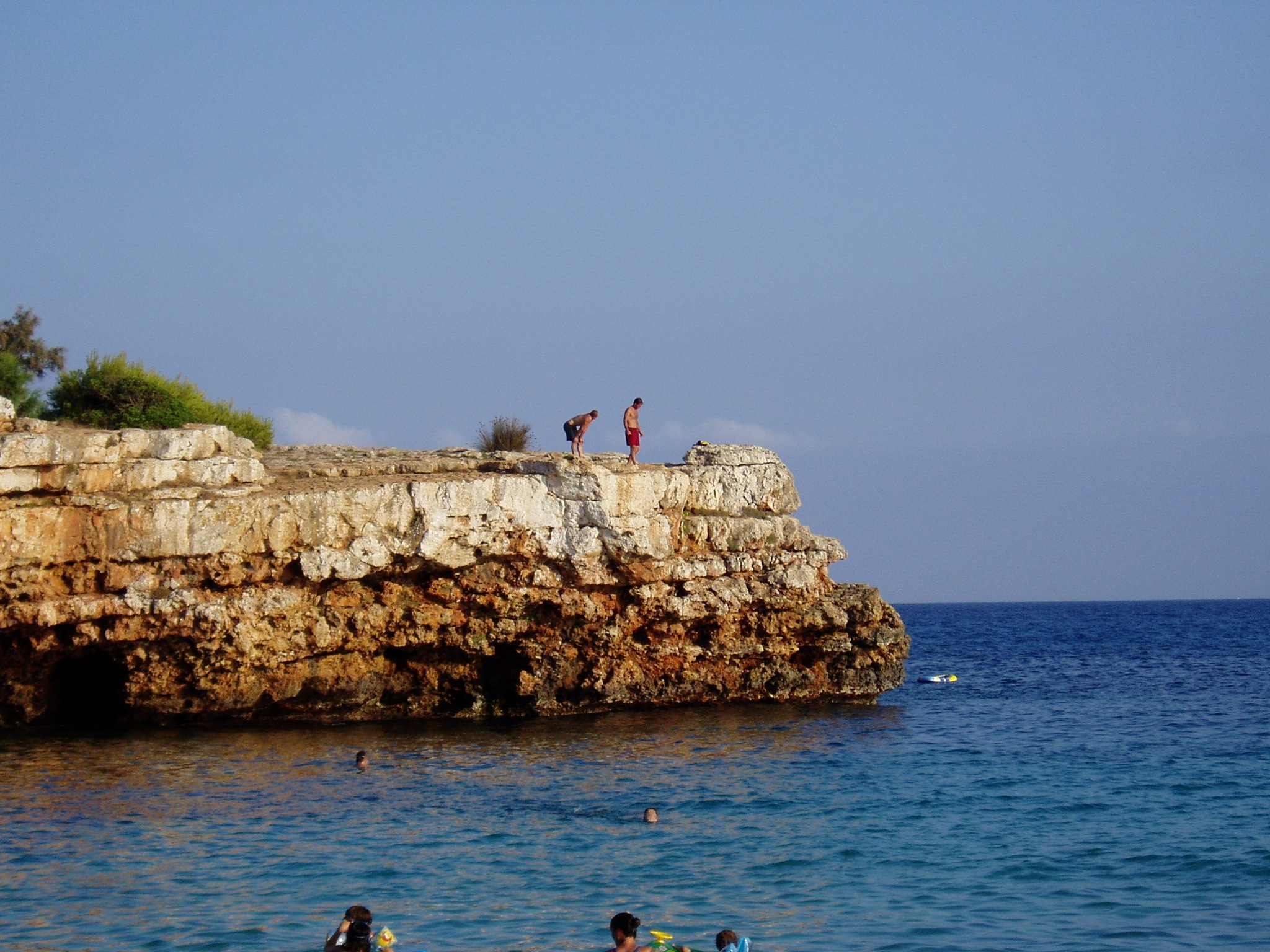